# 1042 Amazone
1042 Amazone је астероид са пречником од приближно 73,64 .
Афел астероида је на удаљености од 3,535 астрономских јединица (АЈ) од Сунца, а перихел на 2,931 АЈ.
Ексцентрицитет орбите износи 0,093, инклинација (нагиб) орбите у односу на раван еклиптике 20,681 степени, а орбитални период износи 2124,021 дана (5,815 година).
Апсолутна магнитуда астероида је 9,80 а геометријски албедо 0,039.
Астероид је откривен 22. априла 1925. године.